# 下辛店站
下辛店站是一个汉丹铁路上的铁路车站，位于湖北省孝感市云梦县下辛店镇，建于1960年，目前为五等站，邮政编码为432502。目前不办理客运业务，货运：办理整车货物发到。

## 临近车站
1. 1 2  中国铁路武汉局集团有限公司年鉴编纂委员会 (编). . 武汉. 2021 （中文（中国大陆））.
2. ↑  铁道部电子计算技术中心, 铁道部运输局. . 北京: 中国铁道出版社. 1998: 57. ISBN 9787113030995.